# Mythicomyia
Mythicomyia är ett släkte av tvåvingar. Mythicomyia ingår i familjen svävflugor.

## Dottertaxa tillMythicomyia, i alfabetisk ordning[1]
- Mythicomyia actites
- Mythicomyia actoni
- Mythicomyia acuta
- Mythicomyia agilis
- Mythicomyia annulata
- Mythicomyia anomala
- Mythicomyia antecessor
- Mythicomyia apricata
- Mythicomyia arizonica
- Mythicomyia armata
- Mythicomyia armipes
- Mythicomyia asclepiadis
- Mythicomyia aspilota
- Mythicomyia atra
- Mythicomyia atratella
- Mythicomyia atrita
- Mythicomyia aurifera
- Mythicomyia bella
- Mythicomyia bianca
- Mythicomyia bilychnis
- Mythicomyia binotata
- Mythicomyia bivulneris
- Mythicomyia brachytis
- Mythicomyia brevis
- Mythicomyia brevivena
- Mythicomyia bucinator
- Mythicomyia cala
- Mythicomyia californica
- Mythicomyia caligula
- Mythicomyia callima
- Mythicomyia calva
- Mythicomyia campestris
- Mythicomyia candida
- Mythicomyia carptura
- Mythicomyia citrina
- Mythicomyia cocollina
- Mythicomyia comma
- Mythicomyia communis
- Mythicomyia comparata
- Mythicomyia compta
- Mythicomyia concinna
- Mythicomyia concrescens
- Mythicomyia cressoni
- Mythicomyia cristata
- Mythicomyia crocina
- Mythicomyia cruralis
- Mythicomyia curtata
- Mythicomyia desertorum
- Mythicomyia diadela
- Mythicomyia diasema
- Mythicomyia dipura
- Mythicomyia diropeda
- Mythicomyia discreta
- Mythicomyia enoria
- Mythicomyia fasciolata
- Mythicomyia flavipes
- Mythicomyia flaviventris
- Mythicomyia frontalia
- Mythicomyia fumipennis
- Mythicomyia fusca
- Mythicomyia galbea
- Mythicomyia gausa
- Mythicomyia gibba
- Mythicomyia gibbera
- Mythicomyia gracilis
- Mythicomyia grandis
- Mythicomyia gynandra
- Mythicomyia habra
- Mythicomyia hamata
- Mythicomyia hespera
- Mythicomyia hormatha
- Mythicomyia humeralis
- Mythicomyia hyalinipennis
- Mythicomyia hybos
- Mythicomyia illustris
- Mythicomyia imbellis
- Mythicomyia indicata
- Mythicomyia infrequens
- Mythicomyia insignis
- Mythicomyia intermedia
- Mythicomyia introrsa
- Mythicomyia irrupta
- Mythicomyia lenticularis
- Mythicomyia levigata
- Mythicomyia liticen
- Mythicomyia litoris
- Mythicomyia longimana
- Mythicomyia lucens
- Mythicomyia macclayi
- Mythicomyia macra
- Mythicomyia macroglossa
- Mythicomyia marginata
- Mythicomyia melania
- Mythicomyia minima
- Mythicomyia minor
- Mythicomyia minuscula
- Mythicomyia mira
- Mythicomyia mirifica
- Mythicomyia mitrata
- Mythicomyia modesta
- Mythicomyia mulsea
- Mythicomyia munda
- Mythicomyia nevadensis
- Mythicomyia nigricans
- Mythicomyia nitida
- Mythicomyia nitidula
- Mythicomyia ocreata
- Mythicomyia oporina
- Mythicomyia optata
- Mythicomyia orchestes
- Mythicomyia ornata
- Mythicomyia ornatula
- Mythicomyia orthis
- Mythicomyia painterorum
- Mythicomyia pallida
- Mythicomyia parma
- Mythicomyia pedias
- Mythicomyia perlonga
- Mythicomyia petena
- Mythicomyia petes
- Mythicomyia petiolata
- Mythicomyia phacodes
- Mythicomyia phalerata
- Mythicomyia pharetra
- Mythicomyia phormus
- Mythicomyia picta
- Mythicomyia pictipes
- Mythicomyia platycheira
- Mythicomyia poliodes
- Mythicomyia polygena
- Mythicomyia polysperes
- Mythicomyia potrix
- Mythicomyia powelli
- Mythicomyia pravipes
- Mythicomyia problis
- Mythicomyia pruinosa
- Mythicomyia pulla
- Mythicomyia pusilla
- Mythicomyia pusillima
- Mythicomyia rhaeba
- Mythicomyia rileyi
- Mythicomyia robiginosa
- Mythicomyia salpinx
- Mythicomyia scapulata
- Mythicomyia schlingeri
- Mythicomyia scutellata
- Mythicomyia sedonae
- Mythicomyia sorbens
- Mythicomyia spectabilis
- Mythicomyia strenua
- Mythicomyia sugens
- Mythicomyia tagax
- Mythicomyia tenthes
- Mythicomyia texana
- Mythicomyia tibialis
- Mythicomyia timberlakei
- Mythicomyia torta
- Mythicomyia tortilis
- Mythicomyia trepta
- Mythicomyia trifaria
- Mythicomyia triformis
- Mythicomyia tristis
- Mythicomyia tubicen
- Mythicomyia tumescens
- Mythicomyia uncata
- Mythicomyia vallis
- Mythicomyia versicolor
- Mythicomyia vestis
- Mythicomyia vilis
- Mythicomyia virgata
- Mythicomyia virgo
- Mythicomyia vulnerata